# Bendul Merisi
Bendul Merisi is een bestuurslaag in het regentschap Surabaya van de provincie Oost-Java, Indonesië. Bendul Merisi telt 16.797 inwoners (volkstelling 2010).